# 红水乡
红水乡，是中华人民共和国广西壮族自治区柳州市融水苗族自治县下辖的一个乡镇级行政单位。

## 行政区划
红水乡下辖以下地区：
高文村、振民村、黄奈村、芝东村、良友村、良双村、良陇村和红水村。